# Blepharophimose
Blepharophimose, auch Blepharophimose-Syndrom genannt, ist in der Augenheilkunde die Bezeichnung für eine sehr seltene, meist genetisch bedingte Verengung der Lidspalte (Rima palpebrarum) des Auges in horizontaler Richtung.

## Ursachen
Das Blepharophimose-Syndrom kann beispielsweise nach einer chronischen Blepharitis (Entzündung der Augenlider) oder einem Trachom (bakterielle Entzündung des Auges) erworben werden. Häufigste Ursache ist jedoch ein Gen-Defekt. In diesen Fällen wird die Blepharophimose entweder über einen autosomal-dominanten Erbgang vererbt oder durch eine Neumutation erworben. Das betroffene FOXL2-Gen liegt beim Menschen auf Chromosom 3 Genlocus q23. Eine Blepharophimose kann auch bei Syndromen mit anderen Mutationen auftreten, so beim Van-den-Ende-Gupta-Syndrom.

## Symptome und Differenzierung
Das Blepharophimose-Syndrom ist durch eine Verkürzung der horizontalen Lidspalte und eine vertikale Verkürzung des Oberlidgewebes gekennzeichnet. Strukturell sind die Lider jedoch völlig normal.
Das Krankheitsbild der Blepharophimose tritt häufig zusammen mit einer „Mongolenfalte“ (Epikanthus medialis), mit dem Herabhängen eines oder beider Augenlider (Ptosis) und mit einem großen Augenabstand (Hypertelorismus beziehungsweise Telekanthus) auf. In solchen Fällen spricht man von einem Blepharophimose-Epikanthus-inversus-Ptose-Syndrom oder von einem Blepharophimose-Ptosis-Epicanthus-inversus-Syndrom (BPES).
Beim BPES werden zwei Subtypen unterschieden:
- Beim Typ 1 kommt zu den Lidanomalien bei Mädchen noch eine Ovarialinsuffizienz (Funktionsstörung in den Eierstöcken), die neben einer Unfruchtbarkeit (Infertilität) auch eine vorzeitige Menopause bewirkt, hinzu.
- Typ 2 weist dagegen nur die Lidanomalien auf.

Bei jedem fünften vom Blepharophimose-Syndrom betroffenen Patienten sind des Weiteren Amblyopie (Schwachsichtigkeit) und Strabismus (Schielen) zu beobachten. Auch Anomalitäten der Tränenkanäle und refraktive Probleme treten gehäuft auf.

## Therapie
Chirurgische Eingriffe können zu Verbesserungen führen.

## Erstbeschreibung
Die Symptome des Blepharophimose-Syndroms wurden vermutlich erstmals 1889 von P. Vignes beschrieben.